# دوغ سميث (كرة سلة)
دوغ سميث (بالإنجليزية: Doug Smith) مواليد 17 سبتمبر 1969 في ديترويت، هو لاعب كرة سلة أمريكي سابق بدأ مسيرته الاحترافية في سنة 1991 وحمل الرقم 34. يبلغ طوله 6 قدم 10 بوصة (2.1 م). مثّل منتخب بلاده. اعتزل اللعب في 2005.

## فرق لعب لها
- دالاس مافيريكس
- بوسطن سيلتكس

## الميداليات
| الميدالية | المسابقة                             |
| --------- | ------------------------------------ |
| فضية      | بطولة أمم الأمريكتين لكرة السلة 1989 |
| برونزية   | بطولة كأس العالم لكرة السلة 1990     |

## روابط خارجية
- دوغ سميث على موقع الاتحاد الدولي لكرة السلة (الإنجليزية)
- دوغ سميث على موقع إن بي أي (الإنجليزية)
- دوغ سميث على موقع سبورتس رفرنس (الإنجليزية)
- دوغ سميث على موقع كرة السلة الأوروبية.كوم (الإنجليزية)
- دوغ سميث على موقع كلية كرة السلة في سبورتس رفرنس.كوم (الإنجليزية)
- دوغ سميث على موقع ريلجم (الإنجليزية)
- دوغ سميث على موقع بروبوليرز (الإنجليزية)